# NGC 4106
NGC 4106 (другие обозначения — ESO 440-56, MCG −5-29-14, AM 1204—292, PGC 38417) — галактика в созвездии Гидра.
Этот объект входит в число перечисленных в оригинальной редакции «Нового общего каталога».
Галактика NGC 4106 входит в состав группы галактик IC 764. Помимо NGC 4106 в группу также входят IC 760, IC 764, IC 2996, IC 3015, ESO 440-37, ESO 440-38, ESO 440-39, ESO 440-44, ESO 440-49 и ESO 441-17.
Вместе с NGC 4105 образует взаимодействующую пару галактик.